# Nomada carinicauda
Nomada carinicauda är en biart som beskrevs av Cockerell 1921. Nomada carinicauda ingår i släktet gökbin, och familjen långtungebin. Inga underarter finns listade i Catalogue of Life.